# Klamydia
Klamydia er den hyppigst forekommende seksuelt overførte sygdom i Danmark. Alene i 2022 blev 36.642 personer diagnosticeret med klamydia og Sundhedsstyrelsen vurderer, at der er mange flere borgere som bliver smittet med klamydia uden de ved det, de resterende uden egentlig behandling.
Den forårsages af bakterien Chlamydia trachomatis.
Kvinder med klamydia kan overføre sygdommen til nyfødte børn. Smitten vil som regel vise sig i løbet af 3 uger i form af øjenbetændelse eller i sjældne tilfælde lungebetændelse.
Betegnelsen klamydia kan også bruges om infektioner med andre bakterier i rækken Chlamydiae.
Eksempelvis er Chlamydophila psittaci årsag til Psittacosis (papagøjesyge) og Chlamydophila pneumoniae til lungebetændelse.

## Symptomer
Klamydia kan være passiv i flere år – altså uden symptomer. I denne periode smitter sygdommen ligeledes.
Blandt symptomerne er svie ved vandladning (populært kaldet 'at tisse glasskår'), og i nogle tilfælde kno-pper på kønsorganerne.
Hos kvinder kan sygdommen føre til en kraftig underlivsbetændelse, der senere kan føre til ufrivillig barnløshed.
Man kan blive testet for klamydia enten ved podning eller ved at aflevere en urinprøve.

## Komplikationer
Klamydia udgør et væsentligt sundhedsproblem i Danmark, da op imod 75% af inficerede personer ikke oplever symptomer. Mange symptomløse øger smittefaren da de ikke lader sig behandle og ubehandlet klamydia udgør en høj risiko for udviklingen af sundhedsmæssige komplikationer hos især danske kvinder. Sundhedsstyrelsen skønner således at op imod 4.000 kvinder i alderen 16-25 år hvert år udvikler underlivsbetændelse og der registreres 320 tilfælde af graviditet uden for livmoderen. Hertil skal lægges 600 tilfælde af kroniske underlivssmerter og op imod 480 danske kvinder oplever ufrivillig barnløshed og kan derved ikke få børn. 

## Behandling
Behandling foregår ved antibiotika. Typisk anvendes der et makrolidantibiotikum som azithromycin eller clarithromycin (handelsnavn: Klacid®). Alternativer er pivampicillin (til gravide) eller tetracyclinantibiotikum som doxycyclin (handelsnavn: Vibradox®) (til personer der er allergiske overfor penicillin).
I Danmark er makrolidantibiotikum den mest udbredte behandling blandt praktiserende læger, med en behandlingseffekt på 95%. Behandlingen med azithromycin består i 2x500mg tabletter, der skal tages samtidig.
Antibiotika mod klamydia fås på et apotek. At opsøge behandlinger mod klamydia via internettet har været en realitet i Danmark siden 2008. Det er dog oftest billigere at søge behandling på apotek efter recept fra egen læge.

## Klamydia og alkohol
Det er en udbredt misforståelse, at man ikke kan indtage alkohol under en klamydia behandling. De anvendte præparater mod klamydia er baseret på antibiotika, som ikke giver problemer ved en moderat indtagelse. Store mængder alkohol kan til gengæld have en nedsættende virkning på immunforsvaret, hvorfor det frarådes af flere læger at indtage alkohol under en behandling[kilde mangler]